# Animals or Human
Animals or Human è il secondo album in studio del cantante eurodance tedesco Captain Hollywood Project, pubblicato nel 1995.

## Tracce
1. Flying High (Single mix) – 3:45
2. The Way Love Is – 5:39
3. One Love – 5:55
4. I Need a Lover – 5:48
5. Animals or Human – 5:22
6. Find Another Way (Single mix) – 3:56
7. Odyssey of Emotion – 6:06
8. Relax Your Mind – 6:02
9. Sea of Dreams – 5:37
10. Lost in Gravity – 6:20
11. Get Hypnotized – 5:52